# Mini Jakobsen
Nezaměňovat s dánským politikem jménem Mimi Jakobsen.
Jahn Ivar Jakobsen známý jako Mini Jakobsen (* 8. listopadu 1965, Gravdal, Norsko) je bývalý norský fotbalový útočník a reprezentant.
Mimo Norsko hrál na klubové úrovni v Belgii, Švýcarsku a Německu.

## Klubová kariéra
Na klubové úrovni hrál fotbal v Norsku v mužstvech FK Bodø/Glimt a Rosenborg BK. S Rosenborgem nasbíral celou řadů domácích trofejí včetně několika double. Jedenkrát se stal nejlepším kanonýrem nejvyšší norské fotbalové ligy, v sezóně 1989 nastřílel v dresu Rosenborgu 18 gólů (22zápasová sezóna).
V cizině hrál za belgický klub Lierse SK, německý MSV Duisburg a švýcarský BSC Young Boys.

## Reprezentační kariéra
V A-mužstvu Norska debutoval 9. 8. 1988 v přátelském utkání v Oslu proti týmu Bulharska (remíza 1:1). Celkem odehrál v letech 1988–1998 za norský národní tým 65 zápasů a vstřelil 11 gólů.
Zúčastnil se MS 1994 v USA a MS 1998 ve Francii.